# おじさんスケッチ
『おじさんスケッチ』は、フジテレビで放送されたバラエティ番組。日本の「おじさん」の生態を名だたる俳優陣がコントで演じる。2010年10月に放送された第一弾が好評につき、2011年1月に第二弾を放送し、同時にDVD化が決定した。

## 出演者
- 高橋克実
- 段田安則
- 浅野和之
- 鈴木浩介
- 小野武彦

- 岩下尚史（ハコさん）

## 主なコント・企画

### おじさんスケッチ（2010年10月12日）
- 哀しい居酒屋

サラリーマン（高橋、浅野、鈴木）が居酒屋に訪れるも、店主（段田）は無愛想だし品揃えは悪い。次第に不機嫌になり店主を怒鳴るサラリーマンだが、同じ設定のコントを店主の視点で描いた続編により、新たな一面が見えてくる。このような形式は「A面、B面コント」と呼ばれる。
- おじさんの気まずい日常

エレベーターなどで遭遇しうる気まずい瞬間を描く。
- 警備員

高橋がフジテレビに入ろうとするも、入口前に立つ警備員（小野）に止められてしまう。高橋は必死で本人であることをアピールするが全く信じてもらえない。
- 誰でもできる宴会芸講座

各々が、カメラの前で宴会芸を披露するコーナー。ここで浅野が披露した「撃たれる鹿」のパントマイムが好評で、第二弾では「浅野部長の誰でもできる宴会芸講座」として単独コーナーに昇格した。
- オーディション

特撮ヒーローの主人公・仮面タイガーのオーディションにやって来たのは65歳のホームレス・風祭ジョー（小野）。追い返そうとするスタッフ（鈴木）を尻目に、監督（浅野）とプロデューサー（段田）は風祭を気に入って採用してしまう。第二弾で続編「新・仮面タイガー」が放送された。

### おじさんスケッチ2（2011年1月6日）
- 哀しいラーメン屋

部下（高橋）が上司（段田）をおいしいラーメン屋に連れて来るが、店がなかなか見つからない。慌てた部下と困惑する上司を描いているが、実は続編で上司の心のうちが明かされるという「A面、B面コント」である。
- Challenge JENGA

出演者5人がジェンガで盛り上がるコーナー。パーツの裏には指令が書いてあることがあり、それに当たるとカメラの前で指令を遂行しなくてはならない。
- 再結成

30年ぶりに再結成を果たした音楽ユニット（高橋、段田、浅野、小野）が、番組収録で久しぶりに自分たちの曲を歌うようすを描く。
- はじめての○○！in 渋谷

おじさんが若者の文化に触れる企画。高橋と小野が人生初のプリクラに挑んだ一部始終を送る。
- おばさんスケッチ

とある工場の一室で内職をこなす4人のおばさん（高橋、段田、浅野、小野）を描く。

## スタッフ
- 企画・プロデュース：神原孝、北村明子
- プロデューサー：朝妻一、大川泰
- 構成：小笠原英樹
- 脚本：マギー
- 演出：マギー、藪木健太郎